# Turner-Nunatak
Der Turner-Nunatak ist ein 1078 m hoher und etwa 1,6 mal 0,7 km großer Nunatak im ostantarktischen Coatsland. Er ragt im Norden des Hutchison Icefield auf und besteht aus Sedimentgestein durchzogen von versteinertem Holz.
Das UK Antarctic Place-Names Committee benannte ihn 2020 nach dem britischen Kosmochemiker Grenville Turner (1936–2024) von der University of Manchester, einem Pionier der Mond- und Meteoritenforschung.